# De Nicolas a Sarkozy
De Nicolas a Sarkozy (originalment en francès, La conquête) és una pel·lícula biogràfica francesa del 2011 sobre Nicolas Sarkozy dirigida per Xavier Durringer. Es va doblar al català.

## Sinopsi
El 6 de maig de 2007, Nicolas Sarkozy, entre dues trucades telefòniques a la seva dona Cécilia, recorda els seus últims cinc anys. L'any 2002, torna al primer pla de la vida política del país en ser nomenat ministre de l'Interior pel president de la República, Jacques Chirac, al govern de Jean-Pierre Raffarin. A poc a poc, aconsegueix fer-se un nom i decideix preparar-se per succeir al president Chirac a l'Elisi el 2007. No obstant això, ha de fer front a reptes importants com la seva rivalitat amb el ministre d'Exteriors, Dominique de Villepin, o el romanç secret amb Cécilia publicitant Richard Attias i la seva aventura amb la periodista Anne Fulda.

## Repartiment
- Denis Podalydès com a Nicolas Sarkozy
- Florence Pernel com a Cécilia Sarkozy
- Bernard Le Coq com a Jacques Chirac
- Michèle Moretti com a Bernadette Chirac
- Hippolyte Girardot com a Claude Guéant
- Samuel Labarthe com a Dominique de Villepin
- Emmanuel Noblet com a Bruno Le Maire
- Pierre Cassignard com a Frédéric Lefebvre
- Michel Bompoil com a Henri Guaino
- Saïda Jawad com a Rachida Dati
- Gérard Chaillou com a Jean-Louis Debré
- Yann Babilée com a Richard Attias
- Laurent Claret com a Philippe Rondot
- Dominique Daguier com a Jean-Louis Gergorin
- Grégory Fitoussi com a Laurent Solly
- Dominique Besnehard com a Pierre Charon
- Nicolas Moreau com a Pierre Giacometti
- Jérémie Fontaine com a Louis Sarkozy
- Mathias Mlekuz com a Franck Louvrier
- Fabrice Cals com a Michaël Darmon
- Laurent Olmedo com a Philippe Ridet
- Bruno López com a Jean-François Achilli
- Jean-Pierre Léonardini com a Bruno Jeudy
- Marine Royer com a Delphine Byrka
- Monica Abularach com a Elodie Grégoire